# 하시모토 겐토
하시모토 겐토(일본어: 橋本 拳人, 1993년 8월 16일 ~ )는 일본의 축구 선수이다.

## 구단 경력
그는 2012년부터 J리그의 FC 도쿄, 로아소 구마모토, 비셀 고베에서 뛰었다.

## 국가대표팀 경력
그는 2019년 3월 26일 볼리비아과의 경기에서 일본 국가대표팀에 데뷔했다. 2019년 EAFF E-1 풋볼 챔피언십 준우승, 2022년 EAFF E-1 풋볼 챔피언십 우승. 그는 2022년까지 국제 A매치 통산 15경기에 출전, 1득점을 넣었다.

## 통계
| 일본 | 일본 | 일본 |
| 연도 | 출전 | 득점 |
| ---- | ---- | ---- |
| 2019 | 7    | 0    |
| 2020 | 2    | 0    |
| 2021 | 4    | 1    |
| 2022 | 2    | 0    |
| 통산 | 15   | 1    |